# A Condessa de Charny
A Condessa de Charny é um romance histórico de Alexandre Dumas.

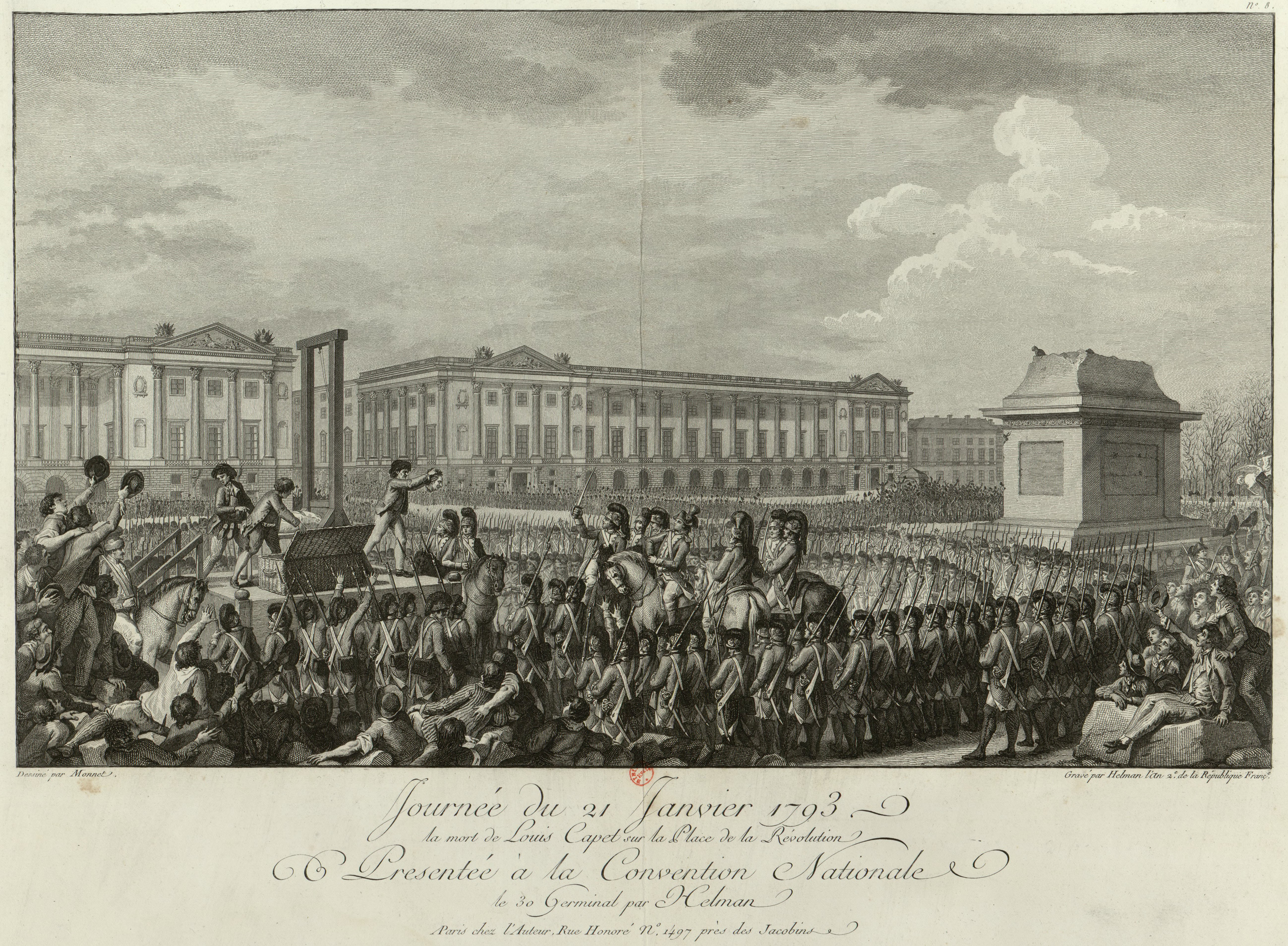
Execução de Luís XVI.

É a quarta e última parte de uma série de livros intitulada "Memórias de um Médico" que é precedida por Joseph Balsamo, O Colar da Rainha e Ângelo Pitou. Apareceu sob forma de folhetim no jornal La Presse entre 1851 e 1853. A coleção enfoca a série de eventos que originam e deflagram a Revolução Francesa, desde a chegada de Maria Antonieta à França para seu casamento com o delfim Luís, mais tarde rei Luís XVI.
Este livro abrange o período entre a ida da família real de Versailles para o Palácio das Tulherias, em Paris, em outubro de 1789 e vai até a morte na guilhotina de Luís XVI em 1793. Na verdade, como explica Alexandre Dumas no prefácio do primeiro tomo de A Condessa de Charny, o romance anterior, Ângelo Pitou, devia originalmente ter seis volumes, mas, a pedido de Émile Girardin, foi reduzido a apenas um. O romance ficou inacabado, o que explica seu final estranho, e é retomado neste A Condessa de Charny.

## Contexto Histórico
Os fatos históricos abordados neste livro abrangem o período após a instalação da família real nas Tulherias, seus esforços para manter o poder real (nem sempre através de medidas eficazes e sensatas), sua fuga e prisão ao chegar à cidade de Varennes, a queda da monarquia e o julgamento e morte do Rei Luís XVI, já então apenas o cidadão Luís Capeto.

## Sinopse

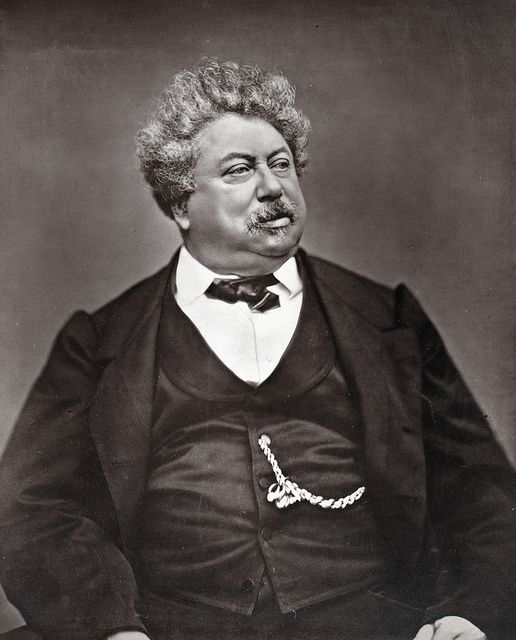
Alexandre Dumas.

Alexandre Dumas inicia seu romance quando da Jornada de 5 e 6 de Outubro de 1789. A família real troca o Palácio de Versailles pelas Tulherias, em Paris. A história d"A Condessa de Charny" desenrola-se durante a Revolução Francesa e situa-se principalmente em Paris e nas vilas de Haramont e Pisseleu situadas próximo a Villers-Cotterets. O romance ilumina tanto personagens revolucionários reais, como Maximilien de Robespierre, Jean-Paul Marat e Honoré Gabriel Riquetti, o Conde de Mirabeau, como também personagens fictícios tais como o Conde Olivier de Charny, antigo apaixonado de Maria Antonieta e que tombará sob os golpes mortais dos revolucionários na Jornada de 10 de Agosto de 1792, e seu irmão mais moço, o Visconde Isidore de Charny, senhor de Boursonnes, apaixonado pela plebéia Catherine Billot que lhe dará um filho. O pai de Catherine é um Sans-culottes (em port. sem calção), fiel aos ideais revolucionários, que não perdoa o amor da filha por um nobre e tenta assassiná-lo. No entanto, Isidore de Charny encontrará a morte mais tarde, durante a fuga e captura da família real em Varennes, em 1791. Já a Condessa de Charny, Andrée de Taverney de Maison-Rouge, esposa de Olivier, Conde de Charny, e um dos principais personagens de toda a obra, reencontra seu filho, Sébastien Gilbert, que ela teve em circunstâncias terriveis e que lhe foi tirado dos braços ainda recém-nascido pelo pai, o doutor Gilbert (fato descrito em Joseph Balsamo). Os acontecimentos históricos sinistros de que são testemunhas e participantes, ela e o marido, fazem com que seu casamento, arranjado de forma a salvaguardar a reputação da rainha (fato descrito no tomo O Colar da Rainha), estreite seus laços e enterneça sua relação até torná-los verdadeiramente um casal. Andrée encontra enfim o amor de Olivier que, depois que a paixão por Maria Antonieta esfria, descobre na mulher, até então completamente negligenciada e esquecida por ele, seu verdadeiro amor, infelizmente tarde demais. Sua felicidade dura apenas um ano. A Revolução tomará a vida de Olivier, ao defender a família real, e Andrée encontrará a morte na Prisão de la Force quando dos Massacres de Setembro de 1792. No romance Joseph Balsamo, Cagliostro iniciou seu trabalho sinistro de derrubar a monarquia. Em O Colar da Rainha, ele continua seu trabalho de destruição, minando a reputação e o respeito reais. Finalmente, em A Condessa de Charny, ele termina sua obra.

## Personagens principais do romance
- Condessa Andrée de Charny, filha do Barão Taverney-Maison-Rouge, irmã de Philippe de Tavernay e esposa do Conde Olivier de Charny. A Condessa é dama de honra da Rainha Maria Antonieta. Reencontra o filho, tirado de seus braços ao nascer. É apaixonada pelo marido e, a princípio, não é correspondida.
- Joseph Balsamo aparece neste romance sob o pseudônimo de Barão Zannone, banqueiro genovês. É franco-maçon e iluminista e jurou derrubar a monarquia francesa.
- Luís XVI, Rei de França, não vê outra saída para o caos que domina a França senão tentar fugir para o estrangeiro. Preso em Varennes, é levado de volta a Paris, julgado e condenado à morte na guilhotina.
- Maria Antonieta, rainha e esposa de Luís XVI. Seu orgulho e desejo de vingança desmedidos faz com que tome decisões que põem a perder o trono em que se assenta.
- Conde Olivier de Charny, amado por Maria Antonieta, aristocrata nobre e leal. É casado com Andrée há seis anos, apenas para salvar a honra da rainha, mas sente-se cada vez mais atraído pela esposa.
- Doutor Gilbert : é um dos personagens principais da série. De origem pobre e servo da família Taverney no primeiro volume, engravida Andrée quando esta se encontra em transe hipnótico e é supostamente morto prelo irmão da moça. Reaparece em Ângelo Pitou, voltando dos EUA, às vésperas da Queda da Bastilha. Formado em medicina, passa a atender o Rei Luís XVI. Aluno de Joseph Balsamo que lhe ensina o hipnotismo. Atravessa todos os fatos históricos importantes abordados no romance mantendo-se ao lado da família real e tentando aconselhá-la da melhor forma possível.
- Sébastien Gilbert, filho do doutor Gilbert e da Condessa Andrée de Charny, é amigo de Ângelo Pitou. Raptado pelo pai ao nascer, só descobre quem é sua mãe neste volume, apesar de sempre vê-la em sonhos. Sai da capital, por ordem do pai, para fugir do Terror.
- Pai Billot, fazendeiro de Pisseleu, abraça as idéias revolucionárias. É o pai de Catherine Billot. Passa parte do livro em Paris, participando ativamente dos eventos que acontecem na capital e também em Varennes.
- Catherine Billot, filha do Pai Billot, é apaixonada pelo Visconde Isidore de Charny (de quem terá um filho, Isidore como o pai) e amada por Ângelo Pitou.
- Ângelo Pitou, amigo do Pai Billot, participa com ele de suas aventuras revolucionárias em Paris. É nomeado comandante da Guarda Nacional de Haramont. Ama em segredo Catherine Billot. Como o Pai Billot, Ângelo Pitou será testemunha de diferentes eventos que estremecerão a Paris revolucionária. Quando da partida para a América do Pai Billot e de seu protetor, o doutor Gilbert, Ângelo Pitou casar-se-á com Catherine e reconhecerá o pequeno Isidore como seu filho.

## Personagens secundários do romance
- Abade Fortier : aparece igualmente no romance Ângelo Pitou e é um monarquista empedernido. É encarregado da educação de Sébastien Gilbert e adversário das idéias representadas por Ângelo Pitou.
- Visconde Isidore de Charny, irmão do Conde de Charny.

## Personagens históricos que aparecem no livro
- Luís XVI • Maria Antonieta • Jean Paul Marat • Maximilien de Robespierre • Mirabeau • Joseph-Ignace Guillotin • Marquês de La Fayette • Stanislas-Marie Maillard • Rouget de Lisle • Cagliostro • Luís XVIII • Maria Luísa, Princesa de Lamballe • Saint-Just • Antoine Barnave

### Ligações Internas
- Revolução Francesa
- Luís XVI
- Ocultismo
- Magnetismo animal
- Franco-maçom